# Andrés Santana
Andrés Confesor Santana Belonis (nacido el 5 de febrero de 1968 en San Pedro de Macorís) es un ex shortstop dominicano que jugó en las Grandes Ligas de Béisbol en 6 partidos con los Gigantes de San Francisco en 1990. Santana fue firmado por los Gigantes como amateur en 1985, pasando casi cuatro años en el sistema de ligas menores de San Francisco. El 16 de septiembre de 1990, fue llamado al roster como refuerzo en el campocorto y como corredor emergente, impulsando 1 carrera en 2 turnos al bate.